# Выборы губернатора Саратовской области (1996)
Выборы губернатора (главы администрации) Саратовской области состоялись в Саратовской области 1 сентября 1996 года. Губернатор избирался сроком на 4 лет.
Это были первые выборы губернатора Саратовской области, поскольку ранее глава областной администрации назначался Президентом Российской Федерации.
Общее число избирателей, внесенных в списки — 2 004 808
Председатель Избирательной комиссии Саратовской области — Владимир Мустафин

## Предшествующие события
После упразднения исполкома областного совета народных депутатов Президент Российской Федерации в 1992 году назначил главой администрации Саратовской области Юрия Белых. В 1996 году его сменил Дмитрий Аяцков. В декабре 1995 г. был принят федеральный закон «О порядке формирования Совета Федерации Федерального Собрания Российской Федерации», предписывающий завершить выборы глав администраций субъектов РФ до декабря 1996 г.

### Ключевые даты
- 29 марта 1996 — принят закон «О выборах губернатора (главы администрации) Саратовской области»[4]
- 24 мая 1996 — Саратовская областная дума назначила выборы главы администрации области на 1 сентября
- 1 сентября 1996 - день голосования

## Выдвижение и регистрация кандидатов
Право выдвижения кандидатов было предоставлено избирательным объединениям, избирательным блокам и непосредственно избирателям (инициативная группа должна была состоять не менее чем из 50 человек). В поддержку кандидата должно быть собрано не менее 2 % подписей избирателей области, при этом на один район области или г. Саратова должно приходиться не более 10 % от общего числа собранных подписей.
С начала избирательной кампании действующий глава региона Дмитрий Аяцков был фаворитом. Основным конкурентом стал Анатолий Гордеев, депутат Государственной Думы первого созыва, член КПРФ. Саратовская область относилась к регионам «Красного пояса», на выборах Президента летом 1996 года по итогам голосования в Саратовской области Геннадий Зюганов опередил Бориса Ельцина в первом и втором турах, на выборах депутатов Государственной Думы в декабре 1995 года результаты КПРФ по области были выше российских, и в трёх одномандатных округах (из четырёх) победили кандидаты от КПРФ. Однако этот результат был во многом достигнут благодаря поддержке блока «За народовлатие!» (распавшегося в 1995 году) и других политических организаций, которые после президентских выборов перестали поддерживать КПРФ. Это привело к недостатку финансирования кампании Гордеева. Последний в ходе предвыборной кампании заявил, что в случае избрания выйдет из КПРФ.

## Кандидаты
| Кандидат            | Место работы | Партия выдвижения | Статус             | |
| ------------------- | --- | ----------------- | ------------------ | --- |
| Дмитрий Аяцков      | глава администрации Саратовской области                                                                                            | Наш дом - Россия  | зарегистрирован    | выдвинут группой граждан                                                                                            |
| Юрий Белых          | бывший глава администрации Саратовской области                                                                                     |                   | не зарегистрирован | выдвинут группой граждан                                                                                            |
| Анатолий Гордеев    | советник фракции КПРФ в Государственной Думе                                                                                       | КПРФ              | зарегистрирован    | выдвинут инициативной группой коллектива Саратовского авиационного завода и «поддержан» областной организацией КПРФ |
| Вячеслав Коростелев | научный сотрудник Института социально-экономических проблем развития агропромышленного комплекса Российской академии наук          |                   | не зарегистрирован | выдвинут группой граждан                                                                                            |
| Николай Макаревич   | депутат областной думы, до 1993 г. — председатель Саратовского областного совета                                                   |                   | не зарегистрирован | выдвинут группой граждан                                                                                            |
| Виталий Павлов      | лидер местной организации движения «Вперед, Россия!»                                                                               | «Вперед, Россия!» | зарегистрирован    | выдвинут местной организацией движения «Вперед, Россия!»                                                            |
| Александр Фролов    | директор Волжского территориального филиала Института повышения квалификации работников и специалистов транспортного строительства |                   | не зарегистрирован | выдвинут трудовым коллективом по месту работы                                                                       |
| Эдуард Янкевич      | глава администрации Заводского района Саратова, бывший вице-губернатор                                                             |                   | не зарегистрирован | выдвинут группой граждан                                                                                            |

## Итоги выборов
| Место                       | Место                       | Кандидат                    | Партия                      | Голосов   | %       |
| --------------------------- | --------------------------- | --------------------------- | --------------------------- | --------- | ------- |
|                             | 1.                          | Дмитрий Аяцков              | Наш дом — Россия            | 906 378   | 81,36 % |
|                             | 2.                          | Анатолий Гордеев            | КПРФ                        | 181 563   | 16,30 % |
|                             | 3.                          | Виталий Павлов              |                             | 6900      | 0,62 %  |
| Действительных бюллетеней   | Действительных бюллетеней   | Действительных бюллетеней   | Действительных бюллетеней   | 1 114 068 |         |
| Недействительных бюллетеней | Недействительных бюллетеней | Недействительных бюллетеней | Недействительных бюллетеней | 19 314    |         |
| Всего                       | Всего                       | Всего                       | Всего                       | 1 133 382 | 100 %   |
|                             |                             |                             |                             |           |         |
| Явка                        | Явка                        | Явка                        | Явка                        | 1 133 382 | 56,53 % |
| Общее число избирателей     | Общее число избирателей     | Общее число избирателей     | Общее число избирателей     | 2 004 808 |         |